# Cynapes lineatus
Cynapes lineatus là một loài nhện trong họ Salticidae.
Loài này thuộc chi Cynapes. Cynapes lineatus được Vinson miêu tả năm 1863.